# Займ свободи
Займ свободи, Позика волі — емісія внутрішньої 5-відсоткової російської позики, випущена 1917 року Тимчасовим урядом для уникнення економічного руйнування колишньої Російської імперії. Облігації номіналом 100 рублів поширювалися (у тому числі і серед українського населення) за заниженим курсом 85 руб. Синдикат із 30 російських банків зобов'язувався погасити всі випуски займу, починаючи у 1922—1971 роках.